# Zillow
Zillow Group, Inc. (также используется Zillow) — американская компания, занимающаяся риэлторскими услугами. Компания была основана в 2006 году Ричем Бартоном и Ллойдом Фринком, бывшими руководителями Microsoft и основателями дочерней компании Microsoft Expedia.
В настоящее время, Бартон является генеральным директором Zillow.

## История
Бартон вдохновился созданием Zillow, когда работал в Microsoft. Тогда он понял, что индустрия недвижимости изменится. В декабре 2004 года была зарегистрирована компания Zillow, а веб-сайт Zillow был запущен в феврале 2006 года. В 2010 году Спенсер Раскофф был назначен генеральным директором компании. Бартон остался исполнительным председателем. В апреле 2018 года Zillow вышла на рынок покупки жилья по запросу с предложениями Zillow.
В 2018 году Zillow подписала соглашение о партнерстве с Century 21 Canada, чтобы начать размещать канадскую недвижимость на сайте.
В феврале 2020 года акции Zillow выросли на 18 % после четырёхлетнего падения. В марте того же года генеральный директор Zillow объявил о сокращении расходов на 25 % и прекращении найма сотрудников из-за пандемии COVID-19. В марте 2021 года Zillow объявила о планах увеличить штаб сотрудников на 40 %, наняв к концу 2021 года более 2000 сотрудников по всей стране.
Zillow начал покупать дома в 2018—2019 годах с целью стать маркетмейкером. В ноябре 2021 года генеральный директор Zillow Рич Бартон объявил, что компания закроет часть бизнеса, связанную с электронными покупками, продаст существующие запасы и уволит 25 % своих сотрудников. Когда Бартон объявил, что компания прекратит покупку домов, у Zillow было около 7000 домов. Подразделение Zillow Offers, отвечающее за приобретение и продажу домов, привело к тому, что компания потеряла 420 миллионов долларов в третьем квартале 2021 года.